# Бездворный, Анатолий Андреевич
Анато́лий Андре́евич Бездво́рный (30 марта 1922, Соледар — 31 октября 1952, Яма, Сталинская область) — участник Великой Отечественной войны, орудийный номер батареи 1972-го истребительно-противотанкового артиллерийского полка 45-й истребительно-противотанковой артиллерийской бригады 51-й армии 1-го Прибалтийского фронта, Герой Советского Союза (24.03.1945, в Указе посмертно), красноармеец.

## Биография
Родился 30 марта 1922 года в посёлке Карло-Либкнехтовск (ныне — Соледар Донецкой области Украины) в семье рабочего. Украинец. Окончил начальную школу. Работал вагранщиком на Ямском (ныне Северском) доломитном комбинате.
В Красной армии с 1941 года. Участник Великой Отечественной войны с июня 1941 года.
Орудийный номер батареи 1972-го истребительно-противотанкового артиллерийского полка (45-я истребительно-противотанковая артиллерийская бригада, 51-я армия, 1-й Прибалтийский фронт) красноармеец Анатолий Бездворный 19 августа 1944 года участвовал в отражении контратаки крупных сил пехоты и танков противника в районе города Шяуляй (Литва).
Орудийный расчёт прикрывал огневую позицию с фланга. Когда кончились снаряды, а на батарею шли фашистские танки, Анатолий Бездворный со связкой гранат бросился под гусеницы танка и подорвал его.
Указом Президиума Верховного Совета СССР от 24 марта 1945 года за образцовое выполнение боевых заданий командования на фронте борьбы с немецкими захватчиками и проявленные при этом мужество и геройство, красноармейцу Бездворному Анатолию Андреевичу посмертно присвоено звание Героя Советского Союза.
Но отважный артиллерист остался жив! В Кремле А. А. Бездворному были вручены орден Ленина и медаль «Золотая Звезда» (№ 6680).
Жил и работал в городе Северск Донецкой области Украины. Скончался 31 октября 1952 года.

## Награды
- Медаль «Золотая Звезда» Героя Советского Союза (№ 6680)
- Орден Ленина
- Медали, в том числе:
- медаль «За отвагу» (28.10.1943 г.)
  - Медаль «За победу над Германией в Великой Отечественной войне 1941—1945 гг.»

## Память
- В городе Соледар Донецкой области Украины есть улица имени Героя.